# Мортен Гамст Педешен
Мортен Гамст Педешен (на норвежки: Morten Gamst Pedersen, фамилията като срещаща се неправилна немска транскрипция Педерсен) e норвежки футболист - национал. Играе за английския Блекбърн от 2004. Неговият любим футболист е Марко ван Бастен. Той пристига на Иууд Парк, за да замести отишлия в Челси Деймиън Дъф и според треньора на клуба го прави много добре.